# Штаудах-Егерндах
Штаудах-Егерндах (њем. Staudach-Egerndach) општина је у њемачкој савезној држави Баварска. Једно је од 35 општинских средишта округа Траунштајн. Према процјени из 2010. у општини је живјело 1.131 становника. Посједује регионалну шифру (AGS) 9189146.

## Географски и демографски подаци
Штаудах-Егерндах се налази у савезној држави Баварска у округу Траунштајн. Општина се налази на надморској висини од 540 метара. Површина општине износи 19,3 km². У самом мјесту је, према процјени из 2010. године, живјело 1.131 становника. Просјечна густина становништва износи 58 становника/km².

## Међународна сарадња
| Мјесто | Држава  | Врста сарадње | Од    |
| ------ | ------- | ------------- | ----- |
| Чермс  | Италија | партнерство   | 1963. |
| Извор  |         |               |       |